# Moadon Kaduregel Hapoel Be'er Sheva
Il Moadon Kaduregel Hapoel Be'er Sheva (in ebraico מועדון הכדורגל הפועל באר שבע‎?), meglio noto come Hapoel Be'er Sheva, è una società calcistica israeliana con sede nella città di Be'er Sheva. Milita nella Ligat ha'Al, la massima divisione del campionato israeliano.

## Storia
Fondato nel 1949, un anno dopo la creazione dello stato illegittimo di Israele, il club è stato promosso per la prima volta in Liga Leumit (all'epoca massima serie) nel 1965. Nel 1968-69 si è piazzato una posizione al di sopra della zona retrocessione. La stagione successiva non è riuscito ad evitare la retrocessione, piazzandosi all'ultimo posto e ritornando in Liga Alef.
L'Hapoel è stato nuovamente promosso dopo un solo anno di permanenza tra i cadetti. Dopo una lenta progressione dei risultati, la metà degli anni settanta coincide con il miglior periodo della storia della squadra; arriva infatti la vittoria di due Campionati israeliani consecutivi, nel 1974-75 e 1975-76. Tuttavia, essendo la Federazione calcistica d'Israele stata estromessa dalla confederazione calcistica asiatica pochi anni prima, e poiché l'aggregazione alla UEFA è avvenuta solo nel 1994, il club non ha disputato alcuna competizione internazionale.
Un anno dopo la conquista del secondo titolo, l'Hapoel ha perso molte posizioni, piazzandosi appena sopra la zona retrocessione.
Nei primi anni ottanta vi è stato un piccolo ritorno ai vecchi fasti, quando nel 1982-83 il club si è piazzato al terzo posto in campionato e l'anno successivo ha raggiunto la finale di Coppa di Stato, uscendo sconfitta ai rigori dall'Hapoel Lod. Negli stessi anni l'Hapoel raggiunge anche due finali di Toto Cup, perse contro il Maccabi Netanya.
Nel periodo successivo il club colleziona tre terzi posti, nel 1987-88, 1993-94 e 1994-95, evita la retrocessione per una posizione nel 1991-92 e conquista una Toto Cup nel 1989. Le terze posizioni centrate nel 1994 e 1995, in concomitanza dell'ammissione della federazione israeliana all'UEFA, consentono al club di disputare la Coppa UEFA.
Nella prima partecipazione la squadra è eliminata già al turno preliminare dall'Arīs Salonicco. L'anno dopo, il preliminare con gli albanesi della Dinamo Tirana ha migliore fortuna, e gli israeliani passano al primo turno ufficiale, dove però il sorteggio non è benevolo; il club viene abbinato al Barcellona, che ha largamente la meglio nel doppio confronto.
Nel 1996 l'Hapoel conquista la Toto Cup per la seconda volta e l'anno dopo, sconfiggendo in finale 1-0 il Maccabi Tel Aviv, vince la sua prima Coppa di Stato, guadagnandosi l'accesso alla successiva Coppa delle Coppe.
Nella manifestazione europea, superato il turno preliminare contro lo Žalgiris Vilnius, ai sedicesimi il club non riesce ad impensierire il Roda Kerkrade, che si impone con un larghissimo margine nel doppio confronto. Nella stessa stagione l'Hapoel non riesce ad evitare la retrocessione. Ritornerà nella massima serie solamente nel 2001.
Nella stagione 2002-2003 il club è sconfitto in finale di Coppa di Stato dall'Hapoel Ramat Gan, squadra di seconda divisione. Retrocede nuovamente nel 2004-2005 e riconquista la promozione nel 2009.
Dopo la tranquilla salvezza del 2011 e le più sofferte salvezze del 2012 e del 2013, nel 2014 la squadra disputa la miglior stagione dagli anni settanta e si piazza seconda in ambo le fasi del campionato, arrivando a qualificarsi per l'Europa League 2014-2015. Nel 2014-2015 giunge seconda e terza nelle due fasi del campionato e accede nuovamente all'Europa League. Perde la finale di Coppa d'Israele contro il Maccabi Tel Aviv.
Nel 2015-2016 vince il suo terzo titolo nazionale, il primo dopo 40 anni, all'ultima giornata, prevalendo sul Maccabi Tel Aviv. Nel 2016 si aggiudica dopo 41 anni anche la Supercoppa d'Israele battendo per 4-2 i detentori del trofeo del Maccabi Haifa.
Nel 2016-2017 l'Hapoel Be'er Sheva disputa per la prima volta nella propria storia la Champions League. Parte dal secondo turno e supera i moldavi dello Sheriff Tiraspol, poi, nel terzo turno, elimina i favoriti greci dell'Olympiakos. Nel play-off decisivo per l'accesso al tabellone principale della competizione perde per 5-2 l'andata in casa del Celtic e nel ritorno sfiora l'impresa, imponendosi in casa per 2-0, ma viene eliminato. Retrocesso in Europa League, è sorteggiato nel gruppo K con l'italiana Inter, la britannica Southampton e la ceca Sparta Praga. All'esordio l'Hapoel espugna a sorpresa San Siro, battendo l'Inter per 2-0. Prosegue con un pareggio per 0-0 con il Southampton, per poi subire una doppia battuta d'arresto contro lo Sparta Praga (che ha la meglio per 1-0 in Israele e per 2-0 in Repubblica Ceca). Alla penultima giornata l'Hapoel ottiene una nuova vittoria di prestigio contro l'Inter, superandola in casa in rimonta per 3-2. Nella giornata seguente agli israeliani è sufficiente l'1-1 in casa del Southampton per accedere ai sedicesimi di finale. Qui, tuttavia, il cammino dell'Hapoel si ferma: il Beşiktaş si impone con il punteggio di 1-3 in Israele e 2-1 in Turchia.
Nella stagione 2016-2017, tuttavia, l'Hapoel Be'er Sheva si conferma campione nazionale, aggiudicandosi, con tre giornate di anticipo, il titolo per la seconda volta consecutiva. Nel dicembre 2016 mette in bacheca anche la Coppa di Lega battendo per 4-1 l'Ironi Kiryat Shmona nella finale giocata al Netanya Stadium.
L'annata 2017-2018 vede ancora l'Hapoel ai vertici del calcio nazionale. La stagione, iniziata con la vittoria della terza Supercoppa d'Israele (4-2 contro i detentori del Bnei Yehuda), prosegue si chiude con la vittoria del titolo nazionale per la terza volta consecutiva, la quarta volta nella storia del club. In Champions League la squadra elimina Honvéd nel secondo turno e Ludogorec nel terzo, ma cade nel play-off contro il Maribor. Retrocesso in Europa League, giunge quarto nel girone con Viktoria Plzeň, Steaua Bucarest e Lugano.
Grazie alla vittoria del loro campionato locale, l'Hapoel prende parte alle qualificazioni alla UEFA Champions League 2018-2019. Qui elimina il Flora Tallinn, ma viene eliminato dalla Dinamo Zagabria. La squadra retrocede ai preliminari di UEFA Europa League 2018-2019, dove affronta i ciprioti dell'APOEL, che superano il turno. In campionato chiude al terzo posto.

## Società

### Sponsor
- 1975-1980 Umbro
- 1980-1983 adidas
- 1983-1986 Umbro
- 1986-1995 Diadora
- 1995-1998 Lotto
- 1998-2000 Diadora
- 2000-2004 Kappa
- 2004-2005 Nike
- 2005-2008 Lotto
- 2008-2011 Diadora
- 2011-2016 Kappa
- 2016-2019 Puma
- 2019-2023 Kelme
- 2023- Umbro

## Allenatori e presidenti
- 1955-1957  Yosef Azran
- 1957-1958   Lonia Dvorin
- 1958-1959  Lonia Dvorin
 Jack Gibbons
- 1959-1961  Yehiel Mor
- 1961-1962  Yehiel Mor
 Rober Eryol
- 1962-1964  Yehiel Mor
- 1964-1965  Slavko Milošević
- 1965-1966  Selvole Stanković
- 1966-1968  Yehiel Mor
- 1968-1969  Moshe Litbek
 Selvole Stepanović
- 1969-1970  Avraham Menchel
- 1970-1972  Moshe Litvak
- 1972-1974  Eli Fuchs
- 1974-1976  Amatsia Levkovich
- 1976-1977  Eli Fuchs
 Eliyahu Offer
- 1977-1979  Eliyahu Offer
- 1979-1980  Amatsia Levkovich
- 1980-1981  Eliyhau Offer
- 1981-1983  Shimon Shenhar
- 1983-1984  Eliyahu Offer
- 1984-1985  Jackie Dekel
 Zvi Rosen
- 1985-1986  Nahum Stelmach
- 1986-1987  Dror Ban-Nur
 Nino Bargic
- 1987-1988  Nissim Bakhar
- 1988-1989  Shimon Shenhar
- 1989-1990  Haim Cohen
 Alon Ben Dor
 Eliyhau Offer
- 1990-1992  Eliyahu Offer
- 1993-1994  Vico Haddad
- 1994-1995  Vitaly Savchenko
- 1995-1996  Vitaly Savchenko
 Vico Haddad
 Eli Guttman
- 1996-1997  Eli Guttman
- 1997-1998  Eliyahu Offer
 Beni Tabak
 Jackie Dekel
- 1998-1999  Yehoshua Feigenbaum
 Gili Landau
- 1999-2000  Eliyahu Offer
 Motti Ivanir
 Eyal Lahman
- 2000-2001  Eyal Lahman
 Shlomo Scharf
 Michael Kadosh
- 2001-2003  Michael Kadosh
- 2003-2004  Eli Guttman
- 2004-2005  Eli Guttman
 Eli Cohen
 Michael Kadosh
- 2005-2006  Nir Levine
 Haim Ben Shahnan
 Marco Balbul
- 2006-2007  Gili Landau
- 2007-2008  Marco Balbul
 Gili Landau
- 2008-2009  Guy Levi
- 2009-2010  Guy Azouri
 Vico Haddad
- 2010-2011  Nir Klinger
- 2011-2012  Nir Klinger
 Guy Levi
- 2012-2015  Elisha Levy
- 2015-2020  Barak Bakhar
- 2020-2021  Yossi Abukasis
 Ronny Levy
- 2021-2022  Ronny Levy
 Elyaniv Barda
- 2022-2024  Elyaniv Barda
- 2024-  Ran Kozuch

## Palmarès

### Competizioni nazionali
- Campionato di calcio israeliano: 5

1974-1975, 1975-1976, 2015-2016, 2016-2017, 2017-2018
- Supercoppa d'Israele: 4

1975, 2016, 2017, 2022
- Coppa Toto Al: 1

2016-2017
- Coppa Toto Leumit: 3

1988-1989, 1995-1996, 2008-2009
- Coppa d'Israele: 4

1996-1997, 2019-2020, 2021-2022, 2024-2025
- Liga Leumit: 1

2000-2001
- Liga Alef: 2

1964-1965, 1970-1971
- Liga Gimel: 1

1955-1956

## Statistiche e record

### Partecipazione ai campionati
| Livello | Categoria   | Partecipazioni | Debutto   | Ultima stagione | Totale |
| ------- | ----------- | -------------- | --------- | --------------- | ------ |
| 1º      | Liga Leumit | 31             | 1965-1966 | 1997-1998       | 50     |
| 1º      | Ligat ha'Al | 19             | 2001-2002 | 2023-2024       | 50     |
| 2º      | Liga Alef   | 7              | 1959-1960 | 1970-1971       | 14     |
| 2º      | Liga Artzit | 1              | 1998-1999 | 1998-1999       | 14     |
| 2º      | Liga Leumit | 6              | 1999-2000 | 2008-2009       | 14     |
| 3º      | Liga Gimel  | 1              | 1954-1955 | 1954-1955       | 4      |
| 3º      | Liga Bet    | 3              | 1956-1957 | 1958-1959       | 4      |
| 4º      | Liga Gimel  | 1              | 1955-1956 | 1955-1956       | 1      |

### Partecipazione ai tornei internazionali
| Competizione           | Partecipazioni | Debutto   | Ultima stagione | Totale |
| ---------------------- | -------------- | --------- | --------------- | ------ |
| UEFA Champions League  | 3              | 2016-2017 | 2018-2019       | 3      |
| Coppa UEFA             | 2              | 1994-1995 | 1995-1996       | 9      |
| UEFA Europa League     | 7              | 2014-2015 | 2020-2021       | 9      |
| UEFA Conference League | 3              | 2021-2022 | 2023-2024       | 3      |
| Coppa delle Coppe      | 1              | 1997-1998 | 1997-1998       | 1      |
| Coppa Intertoto        | 3              | 1976      | 2004            | 3      |

### Statistiche individuali
| Record di presenze - 509 Shlomo Iluz (1977-1996) - 431 Stav Elimelech (1987-1997, 1998-2005) - 419 Rafi Eliyahu (1966-1984) - 344 Meir Barad (1966-1977, 1978-1982) - 251 Shlomo Avitan 1972-1973, 1975-1980, 1981-1985) - 249 Evyatar Iluz (2001-2005, 2006-2015) - 230 Maor Melikson (2008-2011, 2014-2020) - 207 Elyaniv Barda (1998-2003, 2013-2018) - 202 William Ribeiro Soares (2010-2016, 2017) | Record di reti - 100 Shlomo Avitan (1972-1973, 1975-1980, 1981-1985) - 80 Meir Barad (1966-1977, 1978-1982) - 66 Rafi Eliyahu (1966-1984) - 62 Ben Sahar (2015-2020) - 53 Elyaniv Barda (1998-2003, 2013-2018) |

## Organico

### Rosa 2025-2026
Aggiornata al 17 agosto 2025.
| N. |                    | Ruolo | Calciatore              |
| -- | ------------------ | ----- | ----------------------- |
| 1  | Israele (bandiera) | P     | Ofir Marciano           |
| 2  | Israele (bandiera) | D     | Guy Mizrahi             |
| 3  | Israele (bandiera) | D     | Matan Baltaxa           |
| 4  | Israele (bandiera) | D     | Miguel Vítor (capitano) |
| 5  | Israele (bandiera) | D     | Or Blorian              |
| 7  | Israele (bandiera) | C     | Eliel Peretz            |
| 8  | Israele (bandiera) | C     | Mohammed Kna'an         |
| 9  | Israele (bandiera) | A     | Zahi Ahmed              |
| 10 | Israele (bandiera) | C     | Dan Biton               |
| 11 | Israele (bandiera) | C     | Amir Ganah              |
| 12 | Zambia (bandiera)  | C     | Joseph Sabobo Banda     |
| 13 | Israele (bandiera) | D     | Ofir Davidzada          |
| 14 | Camerun (bandiera) | A     | Arnold Garita           |

| N. |                       | Ruolo | Calciatore      |
| -- | --------------------- | ----- | --------------- |
| 16 | Israele (bandiera)    | D     | Mor Siman Tov   |
| 17 | Israele (bandiera)    | A     | Alon Turgeman   |
| 18 | Israele (bandiera)    | D     | Roy Levy        |
| 19 | Israele (bandiera)    | C     | Shay Elias      |
| 20 | Zambia (bandiera)     | C     | Kings Kangwa    |
| 22 | Portogallo (bandiera) | D     | Hélder Lopes    |
| 25 | Brasile (bandiera)    | C     | Lucas Ventura   |
| 27 | Bulgaria (bandiera)   | C     | Joan Stojanov   |
| 29 | Israele (bandiera)    | A     | Eylon Almog     |
| 55 | Israele (bandiera)    | P     | Niv Eliasi      |
| 66 | Serbia (bandiera)     | A     | Igor Zlatanović |
| 70 | Israele (bandiera)    | A     | Samir Farhud    |